# Campeche (Florianópolis)
Campeche é um bairro e distrito de classe média alta do município brasileiro de Florianópolis, capital do estado de Santa Catarina. 
O distrito era antigamente chamado de Vila do Pontal. Foi desmembrado da Lagoa da Conceição pela Lei nº 4.805/95 de 21 de dezembro de 1995. A área total do distrito é de 35,32 km². Fazem parte dele o bairro Campeche e ainda os bairros Morro das Pedras e Rio Tavares.
O bairro é famoso por sua praia - a maior do sul da Ilha - e por ter sediado, no passado o primeiro campo de pouso de aviões de Florianópolis, contando com a presença frequente do escritor e aviador francês Antoine de Saint-Exupéry.

## Histórico e etimologia
O nome do Campeche foi, segundo historiadores, devido a presença de um vegetal chamado pau-campeche (Hematoxylon campechianum), da família das Fabaceae, utilizado como planta medicinal e para tinturaria de mesmo nome e que, a exemplo do pau-brasil, foi muito procurado no início da colonização e era abundante na Ilha do Campeche, que por isso tem esse nome. Um documento histórico de 1817 que descreve a Província de Santa Catarina a Ilha do Campeche é citada como sendo uma das ilhas no entorno da Ilha de Santa Catarina. A ilha, por sua vez, deu o nome ao bairro. 

Existe, porém, uma versão menos factual bastante conhecida envolvendo um visitante ilustre e frequente da região, o escritor e aviador francês Antoine de Saint-Exupéry. Durante a década de 20, o correio aéreo francês Sociêté Latécoère instalou no Campeche um campo de pouso que era utilizado para o reabastecimento dos voos entre Paris e Buenos Aires. O comandante da rota, Saint-Exupéry, aproveitava para descansar e fez amizade com os moradores da região. A lenda que ficou é que o nome Campeche provém do apelido francês que o visitante deu ao lugar: Campo de Pesca, ou seja, Champ et Pêche.

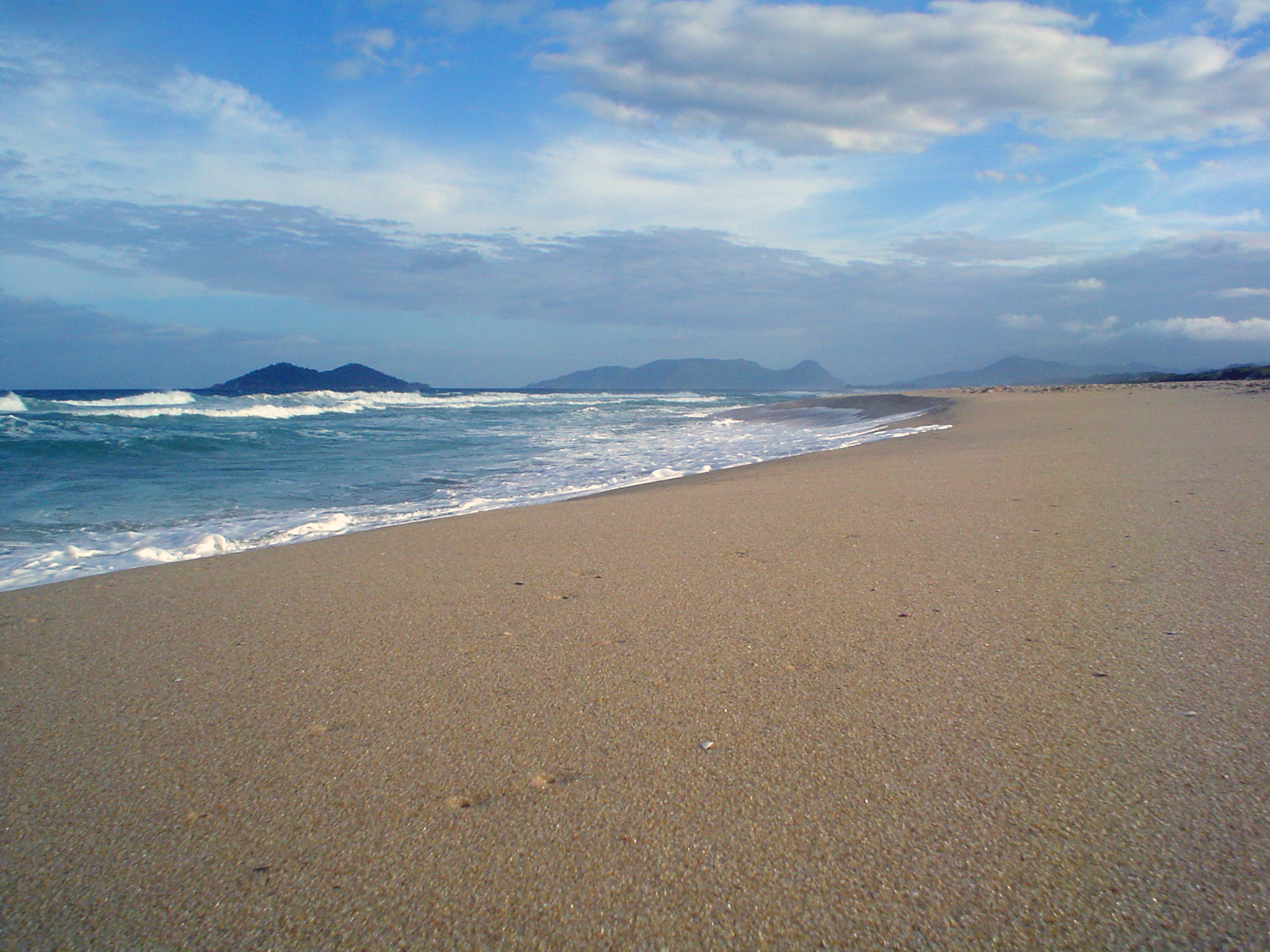
Visão geral da Praia do Campeche

Essa versão, porém, não se sustenta, pois em francês campo de pesca é domaine de la pêche e campo de peixe é champ de poissons. Assim, o nome não tem a ver com essa história, visto que Campeche já era usado em mapas desde o século XIX. De qualquer maneira, das aventuras de Saint-Exupéry restaram a fama do Campo de Pouso da Sociêté Latécoère, primeiro aeroporto internacional do sul do Brasil, e o nome da principal rua do balneário: a Avenida Pequeno Príncipe, homenagem à principal obra do escritor.

Durante o fim dos anos 80 e início dos 90, haviam um plano da Prefeitura de Florianópolis de transformar a planície do Campeche em um novo bairro tecnológico, "configurando uma cidade nova baseada no turismo e em “indústrias limpas”, ou seja, os parques tecnológicos teriam campus universitário, autódromo internacional, centro de convenções, shopping centers, etc.". Esse plano previa uma expansão urbana que chegaria a 450 mil habitantes no final da década de 2010. Após um conflito entre os planejadores e a comunidade, o plano acabou descartado, mas, nos trinta anos que passaram, o bairro se urbanizou e se tornou um dos principais balneários turísticos da cidade.

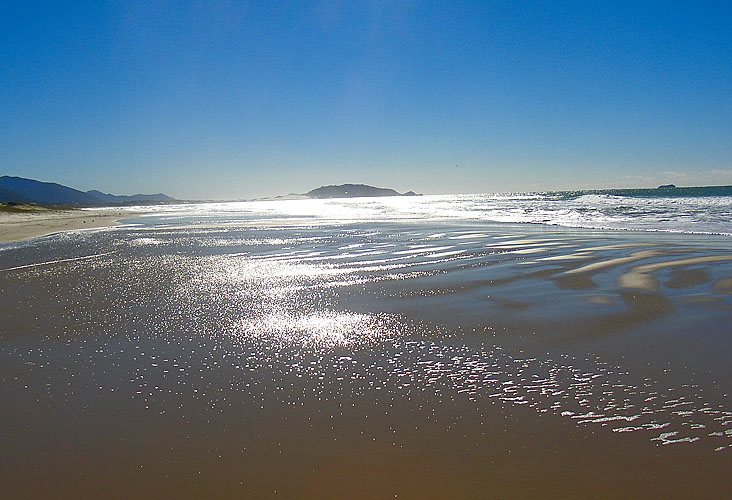
Lado Norte do Campeche

## Praia
A Praia do Campeche, a maior em extensão do sul da Ilha, atrai todos os verões grande número de banhistas, apesar de a concentração de banhistas estrangeiros, sobretudo argentinos, ainda predominar nas praias do norte da Ilha, como Canasvieiras. Por ser uma praia oceânica, seu mar possui muitas ondas fortes e água gelada, características de outras várias praias oceânicas de Florianópolis.
Recentemente, o Campeche tem se destacado por causa da explosão imobiliária, possuindo condomínios de luxo e points que atrai milhares de moradores e turistas todos os verões.

## Áreas de preservação
O distrito apresenta algumas áreas naturais protegidas por lei, entre elas as lagoas Pequena e da Chica. Além delas, toda a área de dunas e vegetação de restinga ao redor da praia estão preservadas por lei desde 1985 e incluídas no Parque Natural Municipal das Dunas da Lagoa da Conceição